# Хелпсен
Хелпсен (њем. Helpsen) општина је у њемачкој савезној држави Доња Саксонија. Једно је од 38 општинских средишта округа Шаумбург. Према процјени из 2010. у општини је живјело 2.047 становника. Посједује регионалну шифру (AGS) 3257013.

## Географски и демографски подаци
Хелпсен се налази у савезној држави Доња Саксонија у округу Шаумбург. Општина се налази на надморској висини од 58 метара. Површина општине износи 7,8 km². У самом мјесту је, према процјени из 2010. године, живјело 2.047 становника. Просјечна густина становништва износи 263 становника/km².